# 交通事故死亡1名
『交通事故死亡1名』（こうつうじこしぼういちめい）は、松本清張の短編小説。「十二の紐―赤い紐」の副題で『小説新潮』1967年2月号に掲載され、1967年12月に短編集『死の枝』収録の1作として、新潮社（新潮小説文庫）より刊行された。
1982年にテレビドラマ化されている。

## あらすじ
タクシー運転手の小山田晃は、吉祥寺駅から拾った客・栗野兼雄を乗せてI街道を走っていたが、前方に入った車が同じ方角へ向かい、前を塞いでいた。K町の入口に架かる橋の途中で前の車が急停車、追突を回避するため左へハンドルを切った小山田のタクシーは、前方車の陰に居た飲食店主・吉川昭夫を撥ねてしまう。
小山田が業務上過失致死に問われ、賠償金の支払いを要求される状況の中、タクシー会社の事故係・亀村友次郎は、吉川の妻の杉枝、前方車を運転していた浅野二郎や、客の栗野に会い、また現場で吉川に走り寄ろうとしていた吉川の不倫相手・池内篤子の周辺を調べる。小山田の不利を覆す材料の出ない中、新たな事件発生を聞いた亀村は、タクシー事故の真相に疑問を抱く。

## エピソード
- 著者は本作の手控えのメモを「警察署の前に交通事故の掲示板あり。「本日の事故 死亡一名」と出ているのを見る。この事故死には、実は犯罪がかくされているのではないかと疑う」と記している[1]。

## テレビドラマ
「松本清張の交通事故死亡1名」。1982年12月7日、日本テレビ系列の「火曜サスペンス劇場」枠（21:02-22:54）にて放映。亀村から示唆を受けたタクシー運転手・小山田晃が、服役を終えて出所後、復讐のため真相を追及するストーリーとなっている。視聴率21.2％（ビデオリサーチ調べ、関東地区）。
キャスト
- 小山田晃：林隆三[3]
- 小山田恵子：あべ静江
- 浅野二郎：山田吾一
- 池内篤子：加山麗子
- 栗野兼雄：重田尚彦
- 亀村友次郎：桑山正一
- 吉川杉枝：山口美也子
- 服部刑事：戸浦六宏
- 木村元、青空球児・好児、奥野匡、小沢象、小田草之介、三島史郎、坂本由英、石井洋光、羽吹正吾、中沢青六、竹村晴彦、浦上喜久、谷本小代子、田村元治、井上れい子、小日向範成、上枝俊介、石原愛美、西村容子、鈴木恵美、青木啓二、青江薫、門間利夫、菊川予市、松原昇、平井千都、金原敬三、貞永淳、三船芸術学院

スタッフ
- 企画：小坂敬（日本テレビ）、山本時雄（日本テレビ）
- プロデューサー：小杉義夫（日本テレビ）、鍋島壽夫
- 企画協力：霧プロダクション
- 脚本：柏原寛司
- 音楽：大谷和夫
- 撮影：有吉英敏
- 現像：東洋現像所
- 協力：いずみ保育園、タカラ、日辰貿易
- 音楽協力：日本テレビ音楽
- 監督：貞永方久
- 制作：三船プロダクション、日本テレビ

| 日本テレビ系列 火曜サスペンス劇場                      | 日本テレビ系列 火曜サスペンス劇場       | 日本テレビ系列 火曜サスペンス劇場                      |
| 前番組                                                 | 番組名                                  | 次番組                                                 |
| ------------------------------------------------------ | --------------------------------------- | ------------------------------------------------------ |
| 妻よ睡れ （原作：ユベール・モンテイエ） （1982.11.30） | 松本清張の交通事故死亡1名 （1982.12.7） | 孤独な狩人 （原作：エラリー・クイーン） （1982.12.14） |